# 英國全國鐵路
英國國家鐵路（英語：National Rail，縮寫：NR），簡稱英国国铁、國鐵或英鐵，是英国铁路运输集团的一个商标。其前身是英國鐵路所擁有的鐵路網。
在大多數情況下，這一品牌名稱用於區分拆分自舊英國鐵路的鐵路公司和其他的鐵路公司。英國國家鐵路的車票發行系統和車票已經實現共通化，但其他公司則並非全部統合。現在英國國家鐵路包括了24家民營的鐵路公司。北愛爾蘭的舊英國國鐵路線、主要大都市的公營地鐵及輕軌以及一些私人所有的鐵路和保存鐵路則不屬於英國國家鐵路。

## 所属公司

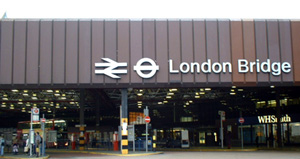
倫敦橋站正門，左側的標誌是國家鐵路的標誌、右側代表擁有倫敦地鐵的倫敦交通局

“National Rail”这一商标在1999年9月26日由铁路运营公司协会（Association of Train Operating Companies）正式采用，之前为1965年启用的“British Rail”。2017年，商标转给铁路运输集团。

## 外部連結
- 官方网站 （英文）